# Caspar-Voght-Straße

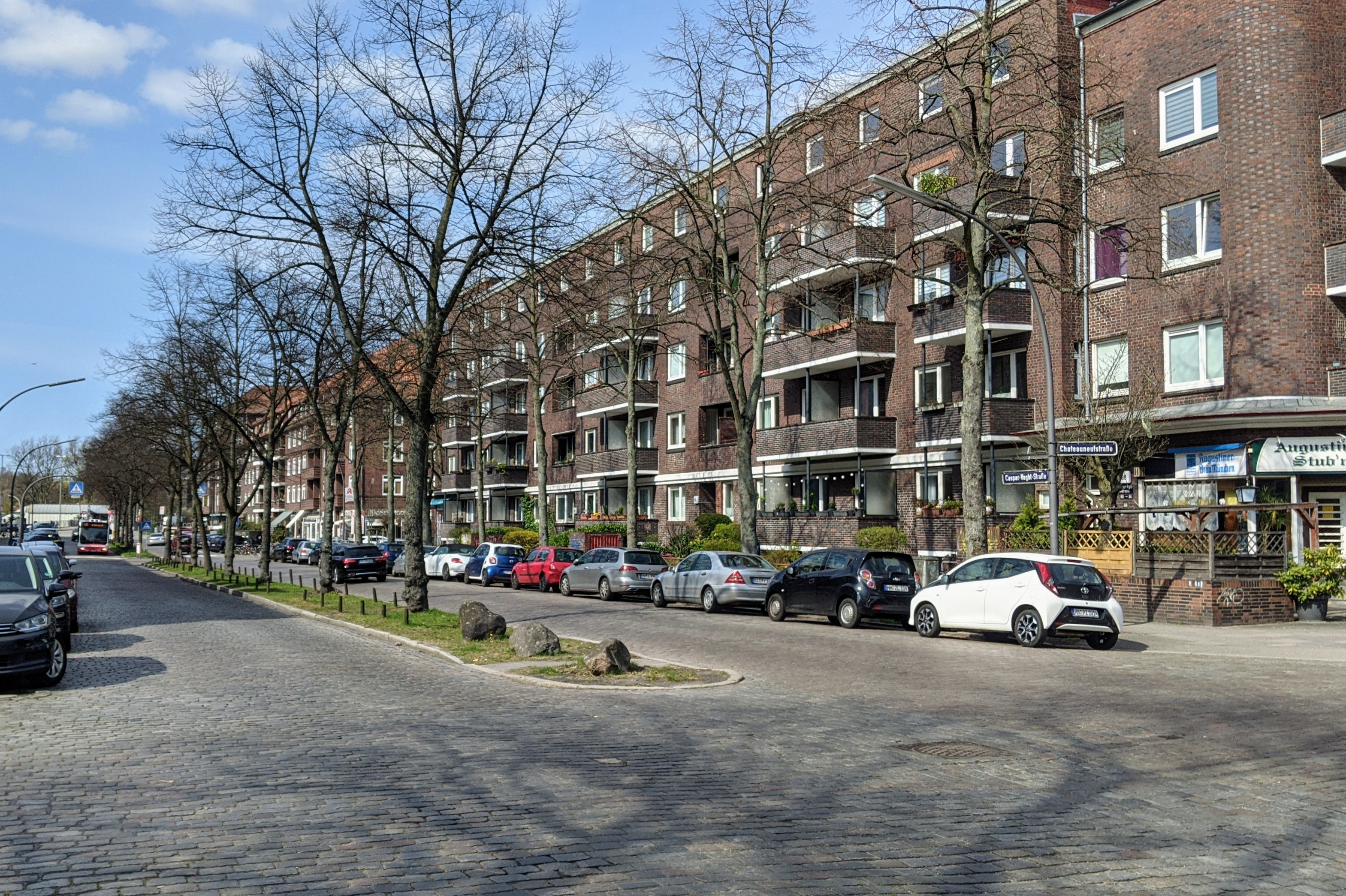
Caspar-Voght-Straße

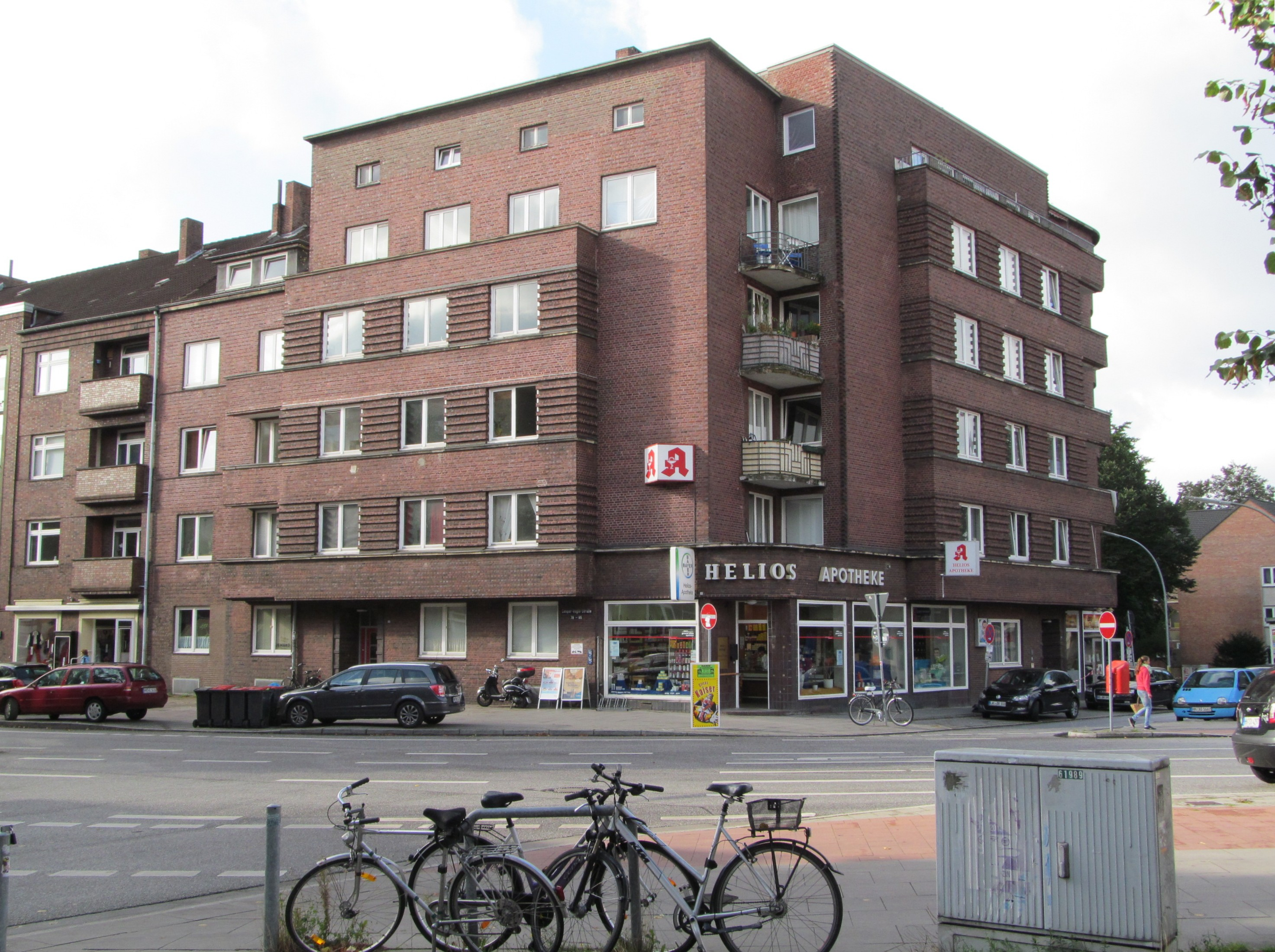
Denkmalgeschütztes Eckhaus (Nr. 85) aus dem Jahr 1928

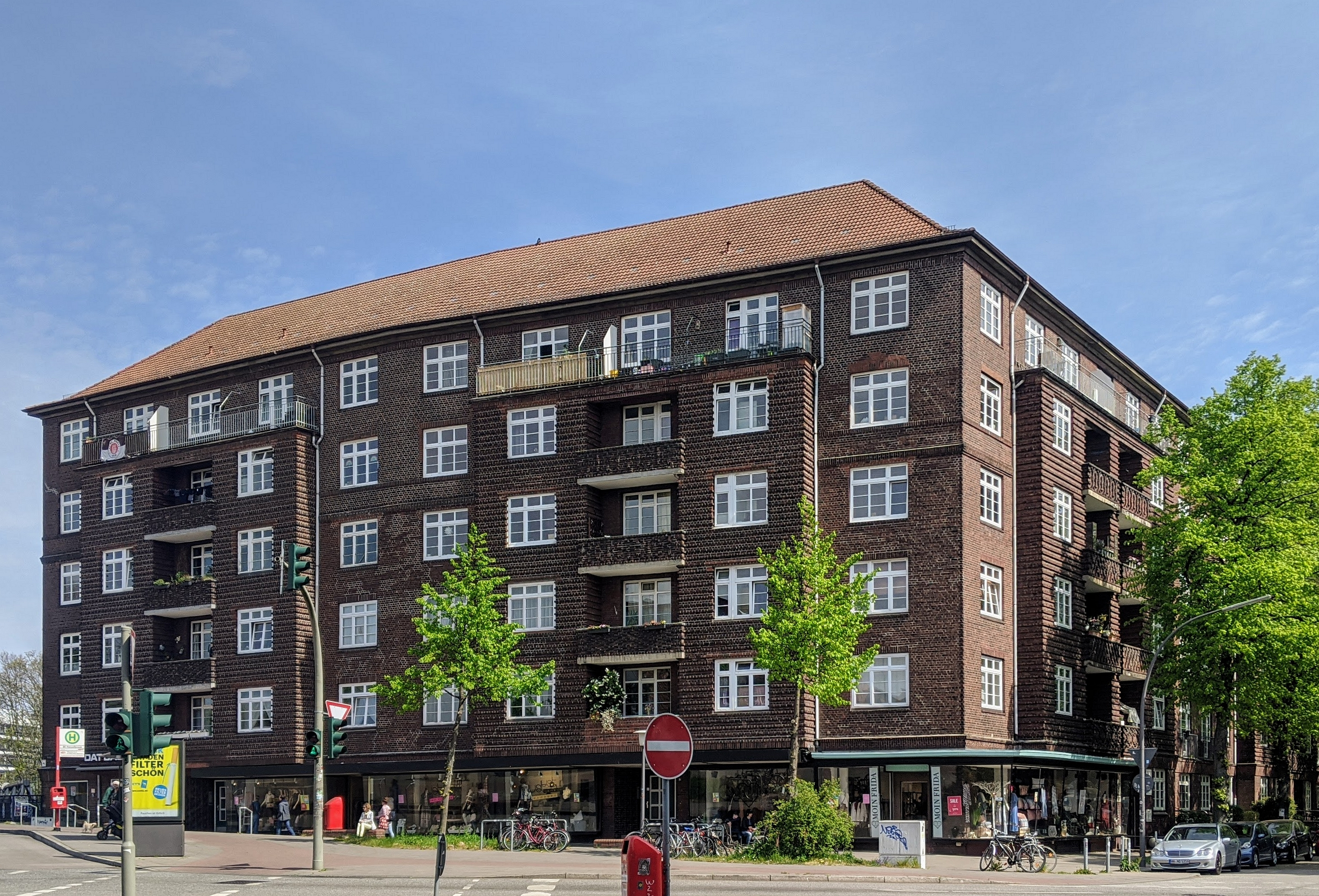
Denkmalgeschützter Wohnblock (Nr. 94–96) aus dem Jahr 1925/26

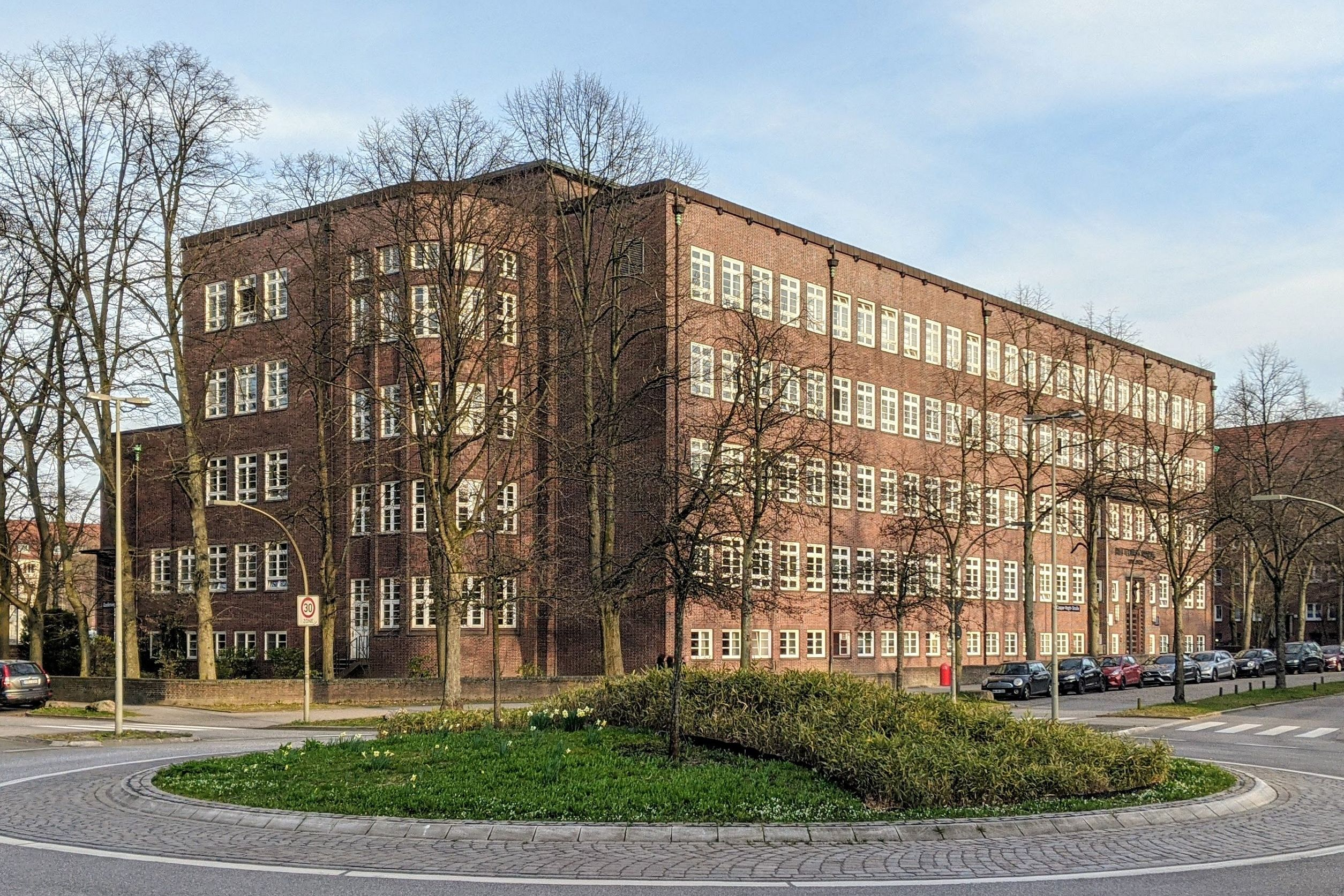
Ehem. Oberrealschule für Mädchen (Nr. 54) von Fritz Schumacher, erbaut 1928–30

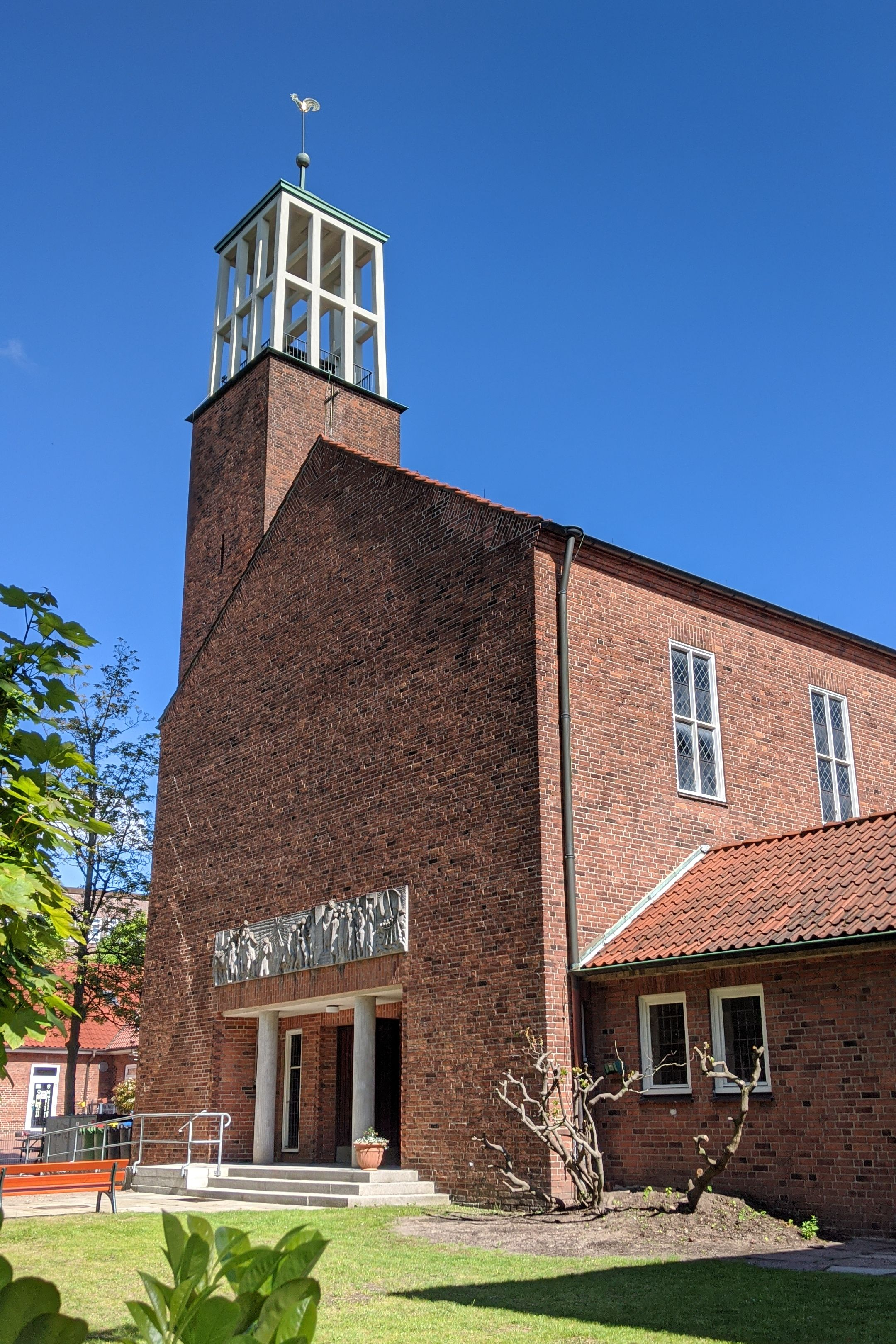
Pauluskirche, Ansicht vom Quellenweg

Die Caspar-Voght-Straße ist eine rund einen Kilometer lange Innerortsstraße im Hamburger Stadtteil Hamm. Benannt nach dem Kaufmann und Sozialreformer Caspar Voght (1752–1839), zeichnet sie sich durch eine weitgehend geschlossene Backsteinbebauung aus den 1920er und 1930er Jahren aus.

## Verlauf und Verkehr
Die Caspar-Voght-Straße zweigt beim Bahnhof Hasselbrook vom Hammer Steindamm ab (Lage) und verläuft in südöstlicher Richtung bis zum Horner Weg (Lage). Dabei kreuzt sie neben der Hauptausfallstraße Sievekingsallee mehrere kleinere Wohnstraßen (Marienthaler Straße, Griesstraße, Chateauneufstraße, Quellenweg, Am Elisabethgehölz). Südlich des Horner Wegs führt die Straße Hammer Berg den Geesthang hinab. Ursprünglich war hier bis in die 1950er Jahre eine direkte Verbindung zur unterhalb des Geesthanges verlaufenden Hammer Landstraße/Ecke Hübbesweg geplant, die aber dann im Zuge des U-Bahn-Baus in den 1960er Jahren nicht realisiert wurde.
Die Straße ist durchgängig zweistreifig ausgebaut und mit einem begrünten und mit Linden bepflanzten Mittelstreifen versehen; bis auf einige Kreuzungsbereiche ist sie durchgängig gepflastert.
Sie wird auf ihrer gesamten Länge von der Stadtbuslinie 116 befahren. An der Kreuzung Sievekingsallee halten außerdem die Linien X35, 261 und die Nachtbuslinie 609. Ganz im Norden am Bahnhof Hasselbrook besteht Anschluss an die S- und Regionalbahn, im Süden – über die Straße Hammer Berg – an die U-Bahn Rauhes Haus (U2/4).

## Geschichte
Angelegt wurde die Straße um 1916 zusammen mit der nahe gelegenen Sievekingsallee als Haupterschließungsstraße der nordöstlichen Hammer Feldmark zwischen Hammer Steindamm und der damaligen Stadtgrenze zu Wandsbek. Das Gelände gehörte seit Mitte des 19. Jahrhunderts der Familie Sieveking, die auch den Landsitz Hammer Hof besaß. Nach der Eingemeindung Hamms im Jahre 1894 nahm die Familie Verkaufsverhandlungen mit der Stadt auf, die sich bis 1914 hinzogen. Ein erster Bebauungsplan aus dem Jahr 1905 sah eine überwiegend kleinteilige Einzelhausbebauung wie im benachbarten Stadtteil Marienthal vor. Später wurde er jedoch zugunsten einer dichteren Bebauung mit 4- bis 5-stöckigen Etagenhäusern geändert.
Die Gesamtplanung des als „Hamm-Geest“ bezeichneten neuen Wohngebietes lag in den Händen von Oberbaudirektor Fritz Schumacher, der hier einen Teil seines von Eimsbüttel über Barmbek bis nach Horn reichenden Backsteingürtels „um Hamburgs alten Leib“ realisierte. Die Ausführung der Wohnhäuser überließ er jedoch privaten Architekten und entwarf nur die Schulen und andere öffentliche Gebäude selbst, denen er eine Vorbildfunktion beimaß. Die Bebauung entlang der Caspar-Voght-Straße war im Wesentlichen bis 1930 abgeschlossen, in einigen Nebenstraßen zog sie sich bis Mitte der 1930er Jahre hin.
Trotz schwerer Zerstörungen im Zweiten Weltkrieg wurde das Gebiet entlang der Caspar-Voght-Straße äußerlich weitgehend originalgetreu wieder aufgebaut (die Wohnungsgrundrisse wurden zum Teil stark verändert), so dass die Straße bis heute durch eine geschlossene Backsteinbebauung gekennzeichnet ist. Das Gebiet ist seit 2021 durch eine städtebauliche Erhaltungsverordnung geschützt, einzelne besonders gut erhaltene Gebäude stehen auch unter Denkmalschutz.

## Sehenswürdigkeiten
- Denkmalgeschützte Wohngebäude Nr. 85 und 94–96
- Ehemalige Oberrealschule für Mädchen von Fritz Schumacher, erbaut 1928–30, später Caspar-Voght-Gymnasium, heute genutzt als Ballettschule des Hamburg Balletts bis 2024 unter der Leitung von John Neumeier (Nr. 54)
- Gegenüber der Ballettschule befindet sich die evangelische Pauluskirche von Friedrich Ostermeyer und Paul Suhr aus dem Jahr 1955. Pläne zum Bau der Kirche gab es hier bereits seit den 1930er Jahren, konnten allerdings vor Kriegsausbruch nicht mehr realisiert werden. Besondere Kennzeichen des betont schlichten Klinkerbaus sind der markante Glockenturm und ein Kalksandsteinrelief mit Paulus-Motiven von Jürgen Weber über dem Eingang.[8] Das zur Caspar-Voght-Straße hin gelegene einstige Gemeindehaus wird seit 2005 als evangelische Grundschule genutzt,[9] im Seitenflügel Caspar-Voght-Straße 55 ist bereits seit 1960 eine evangelische Kindertagesstätte untergebracht.[10]
- Südlich der Sievekingsallee wird die Westseite der Straße fast vollständig vom Hammer Park eingenommen, der aus dem einstigen „Hammer Hof“ hervorging und in den Jahren 1914–20 vom damaligen Gartendirektor Otto Linne in einen öffentlichen Volkspark mit Spiel- und Sportmöglichkeiten umgestaltet wurde. Die von Alexis de Chateauneuf einst für Karl Sieveking erbauten Gebäude (Herrenhaus, Scheunen, Obergärtnerhaus) wurden sämtlich im Krieg zerstört.